# Mont Myōjin
Le mont Myōjin (明神岳, Myōjin-dake) est une montagne de 1 432 m d'altitude située à la limite des villes de Matsusaka dans la préfecture de Mie et de Kawakami dans la préfecture de Nara au Japon. Elle fait partie des monts Daikō.